# Social trading
Il social trading è una forma di investimento che permette agli investitori di osservare il comportamento di trading dei loro colleghi e gli esperti di trading, e di seguire le loro strategie di investimento tramite il copy trading o il mirror trading. Il social trading richiede poche o nessuna conoscenza dei mercati finanziari, ed è stato descritto come un’alternativa low cost e sofisticata ai tradizionali metodi di investimento dal Forum economico mondiale.

## Tipi
Ci sono tre tipi principali di trade:
- Trade individuale (o non sociale): il trader A effettua da solo/a un normale trade;
- Copy trade: il trader A e il trader B effettuano esattamente lo stesso trade;
- Mirror trade: il trader A effettua automaticamente ogni singolo trade del trader B, per esempio il trader A segue esattamente le attività di trading del trader B.

Altre variazioni offerte su alcune piattaforme permettono agli utenti di copiare il portfolio di un altro trader (copia portfolio) e di seguire i dividendi di un trader (copia dividendi), dove ogni volta che un trader che si segue trasferisce denaro dal suo account, una quantità proporzionale di denaro verrà trasferita in tempo reale dal saldo del seguace.

## Caratteristiche
Il social trading è un metodo alternativo per analizzare i dati finanziari guardando cosa stanno facendo gli altri trader, e comparando e copiando le loro tecniche e strategie. Gli utenti possono scambiare una miriade di asset: materie prime, metalli preziosi, criptovalute, azioni, indici azionari, valute, ecc. Prima dell’avvento del social trading, gli investitori e i trader si basavano su analisi o tecniche fondamentali per prendere le decisioni di investimento. Nel social trading gl investitori e i trader possono servirsi di indicatori dei dati e dei feed degli altri trader nel loro processo decisionale di investimento. Le piattaforme o i network di social trading possono essere considerate una sottocategoria dei social network online.
Il social trading permette ai trader di fare trade online con l’aiuto di altri, cosa che riduce il tempo di apprendimento da novizio a trader esperto. I trader possono interagire con gli altri, guardare gli altri fare trade, duplicare i loro trade e capire cos’ha spinto un certo performer ad effettuare quel trade. Copiando i trade, i trader possono imparare quali strategie funzionano e quali no. Il social trading serve per fare speculazioni; nel contesto specultativo morale, le pratiche vengono considerate negativamente e da evitare, qui al contrario occorre mantenere un orizzonte a lungo termine evitando ogni tipo di speculazione a breve termine.

### Specifiche chiave
- Flusso di informazioni: Il social trading include il libero flusso di informazioni tra singoli investitori finanziari. L’accesso non vincolato alle informazioni è importante nel trading finanziario[15], e ciò rende il libero scambio di informazioni un interesse per gli investitori singoli e su piccola scala.
- Trading cooperativo: Il social trading offre ai trader l’opportunità di lavorare in gruppi che possono collaborare nei mercati di trading, condividendo i fondi, spartendosi la ricerca o tramite la condivisione di informazioni.
- Monetizzazione: Come nel caso dei social network nel senso più ampio, le strategie di monetizzazione non sono sempre chiare. Come per i social network in generale, comunque, è possibile che il valore a lungo termine di questi siti derivi dalla varietà e dalla profondità dei dati dei loro utenti, che le loro comunità attive tenderanno a generare.
- Trasparenza: Le piattaforme di social trading rivelano le statistiche delle performance dei trader, le posizioni aperte e quelle passate e il sentimento di mercato, dando ai membri informazioni complete per stimare la credibilità dei finanziatori che seguono sulla piattaforma.

Alcune piattaforme offrono altre funzionalità come i portafogli di criptovaluta.

## Ricerca
L’informatico e ricercatore MIT Yaniv Altshuler ha descritto i network di social trading come complessi sistemi adattivi, e nella sua ricerca del 2014 su OpenBook di eToro ha scritto che "Avendo l’abilità innata di condividere idee e informazioni tra loro, gli utenti di OpenBook hanno a disposizione una nuova fonte di informazioni che possono sfruttare per rafforzare la loro performance di trading. Poiché gli utenti non agiscono uno contro l’altro ma bensì contro il mercato, questa situazione diventa un gioco a somma, di conseguenza gli utenti sono incentivati a condividere quante più informazioni possibili." La sua ricerca conclude che "il social trading fornisce opportunità di profitto assai maggiori rispetto al trading individuale”, ma che gli utenti prendono "decisioni eccellenti bensì non sempre ottimali nel selezionare gli esperti di fronte alle scelte degli altri."
Un rapporto del World Economic Forum del 2015 ha descritto i network di social trading come disgregatori, "nati per fornire alternative low cost e sofisticate ai tradizionali metodi di investimento. Queste soluzioni soddisfano un numero più ampio di clienti e aiutano i clienti ad avere più controllo sulla gestione della loro ricchezza" e "rappresentano una minaccia tangibile per le pratiche della gestione della ricchezza tradizionali".
Nel 2016 l’economista Nouriel Roubini ha predetto che "nuove forme di investimento, come gli investimenti socialmente responsabili e il social trading, avrebbero portato la crescita maggiore per l’industria negli anni a venire."
Uno studio del 2017 della St. John's University ha rilevato che i trader “leader”, o coloro che hanno seguaci, sono più suscettibili nei confronti di un fenomeno conosciuto come effetto di predisposizione rispetto agli investitori che non vengono seguiti da altri trader, e gli autori hanno suggerito che l’osservazione può essere spiegata dal fatto che "I leader che si sentono responsabili nei confronti dei loro seguaci sentono l’urgenza di non deluderli, per paura di perderli se ammettessero di aver fatto un cattivo investimento e mostrando sicurezza nella loro scelta iniziale di investimento, o come tentativo da parte dei leader appena nominati di gestire la propria immagine”."